# Tulsa Challenger 2002
Il Tulsa Challenger 2002 è stato un torneo di tennis facente parte della categoria ATP Challenger Series nell'ambito dell'ATP Challenger Series 2002. Il torneo si è giocato a Tulsa negli Stati Uniti dal 23 al 29 settembre 2002 su campi in cemento.

## Vincitori

### Singolare
Robert Kendrick ha battuto in finale  Daniel Melo con il punteggio di 6–3, 6–3

### Doppio
Scott Humphries /  Mark Merklein hanno battuto in finale  Diego Ayala /  Jason Marshall 7–6(1), 6–4